# The Walt Disney Company

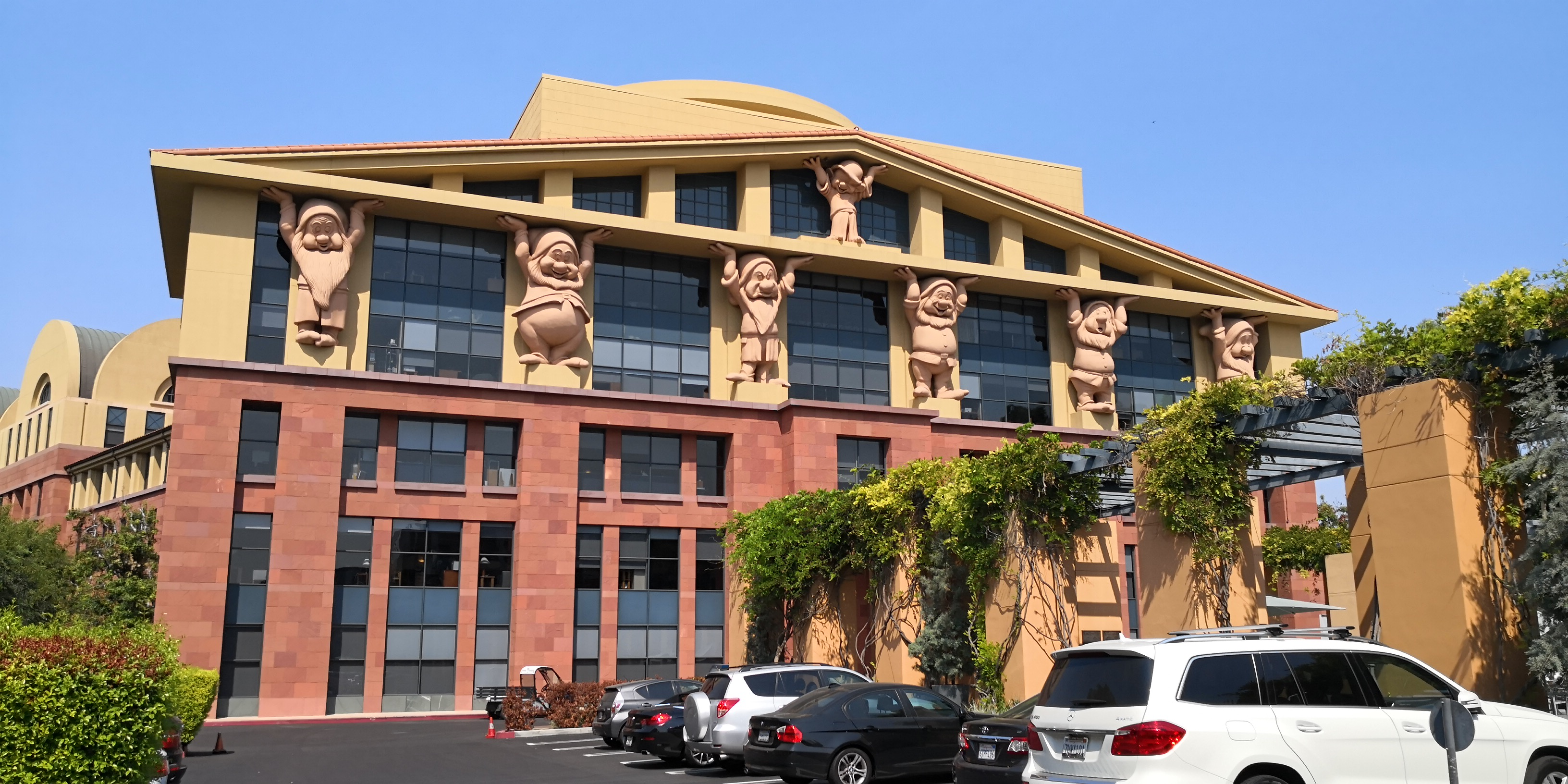
Walt Disney Studios in Burbank, Hauptsitz von Disney

The Walt Disney Company (WDC), meist Disney genannt, ist ein US-amerikanisches Medienunternehmen. Es wurde 1923 von den Brüdern Walt und Roy Disney als Disney Brothers Cartoon Studio gegründet und international bekannt durch die Produktion von Zeichentrickfilmen und Unterhaltungsfilmen für Kinder und Jugendliche.
Heute gehört der Konzern mit einem Umsatz von 74,8 Milliarden US-Dollar, bei einem Gewinn von 10,4 Milliarden US-Dollar, zu den fünf größten Medienkonzernen der Welt und ist laut den Forbes Global 2000 auf Platz 36 der weltgrößten Unternehmen (Stand: 2020).
Die Hauptsparte des Konzerns ist das Filmgeschäft. Die zu den Major-Studios gehörenden Walt Disney Studios sind das mit Abstand größte Filmunternehmen der Welt bei einem Marktanteil von über 33 Prozent im Jahr 2019. Mit dem Marvel Cinematic Universe und Star Wars gehören die zwei erfolgreichsten Filmreihen der Geschichte dem Konzern an. Darüber hinaus sind acht der zehn erfolgreichsten Filme aus dem Hause Disney.
Zu den weiteren Geschäftsbereichen gehören das Fernsehen, Streaming-Dienste (Disney+, Hulu), Themenparks und Resorts (Disney Parks, Experiences and Products), Verbraucherprodukte und das Verlagswesen.

## Unternehmensgeschichte

### Gründung und Anfänge (1923–1927)

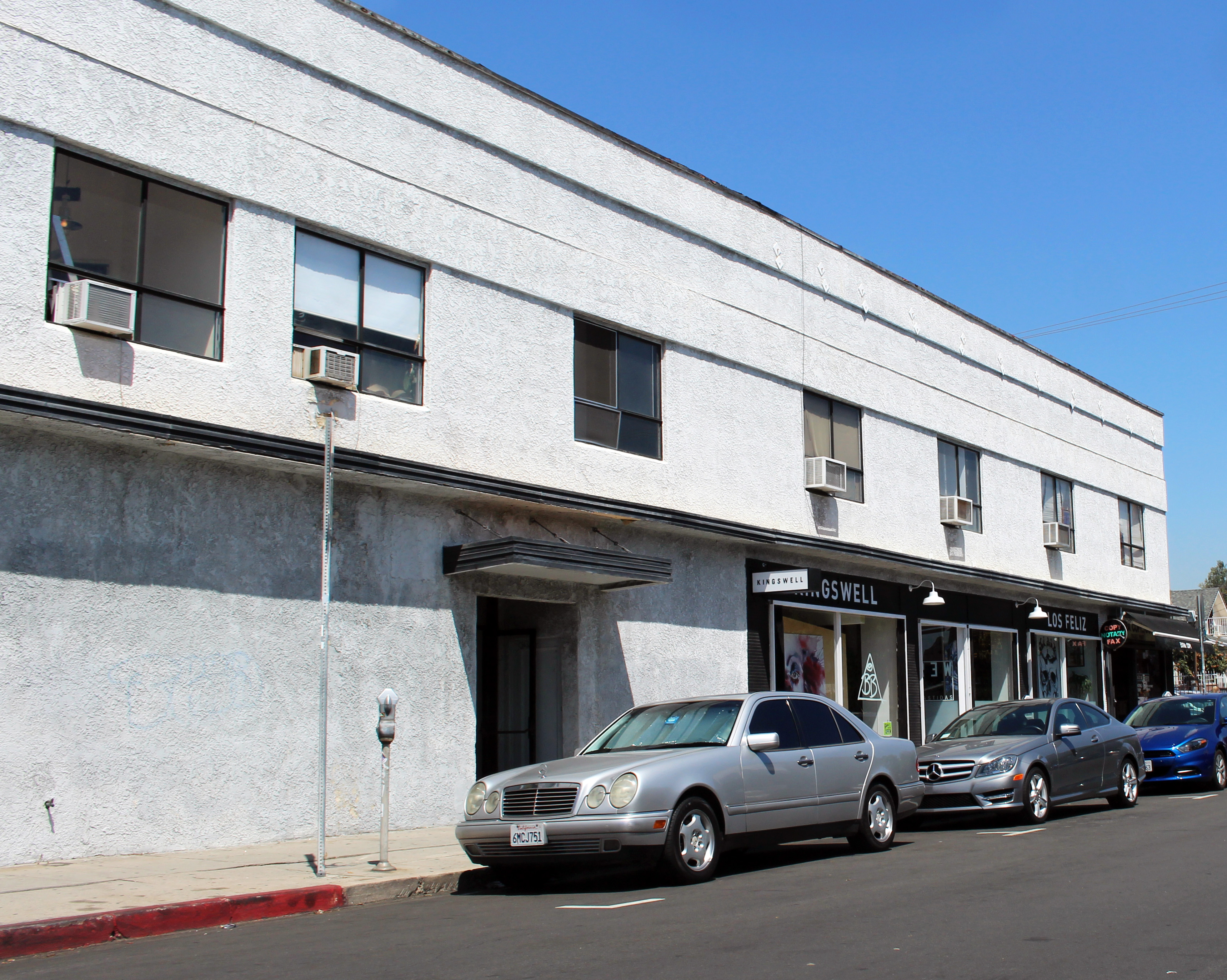
Kingswell-Gebäude in Los Angeles, Standort des Studios von 1923 bis 1926

Der Gründung des Unternehmens als „Disney Brothers Cartoon Studios“ 1923 in Los Angeles ging Walt Disneys Firma „Laugh-O-Gram“ voraus, mit der er sich bereits 1920 in Kansas City (Missouri) selbständig gemacht hatte. Das kleine Studio hatte vor allem kurze Cartoons – ebenfalls unter dem Titel Laugh-o-Gram – produziert sowie den Kurzfilm Alice in Cartoonland und einige Werbetrickfilme. Allerdings musste die Firma nach wenigen Jahren wegen mangelnden Gewinns schließen.
In Hollywood gründete Disney seine kleine Firma in der Garage seines Onkels neu, baute sich selbst einen Zeichentisch zusammen und lieh sich eine gebrauchte Kamera. Er bot seine früheren Filme diversen Kinoketten und Verleihfirmen an, worauf einige Zeit später Charles Mintz vom Verleih M.J. Winkler in New York Interesse an der Alice-Reihe bekundete. Mintz gab eine Serie für 1.500 Dollar pro Film in Auftrag. Die Vertragsunterzeichnung mit M.J. Winkler am 16. Oktober 1923 gilt gleichsam als Gründung des heutigen Disney-Konzerns. Ein Großteil des Startkapitals von 500 Dollar wurde von Walt Disneys Bruder Roy O. Disney beigesteuert.
Disney mietete ein kleines Büro in der Kingswell Avenue, Ecke Vermont Avenue für 35 Dollar im Monat und produzierte in den folgenden Jahren bis 1927 weitere Alice-Filme, die alle aus realen und gezeichneten Sequenzen bestanden. Während er zu Beginn des Unternehmens fast alle kreativen Arbeiten selbst erledigte – von Regie, Kameraführung, Schnitt bis zum Zeichentrick selbst – konnte das Studio bald eigene Mitarbeiter einstellen, darunter auch Disneys ehemaligen Geschäftspartner Ub Iwerks, der 1924 nach Hollywood kam. Die Angestellten erhielten damals ein wöchentliches Gehalt von 15 Dollar, während die beiden Disney-Brüder sich selbst 35 Dollar pro Woche auszahlten und den Rest der Gewinneinnahmen in die nächsten Projekte investierten.
1925 erwarb Walt Disney Studio-Räumlichkeiten in der Hyperion Avenue in Hollywood, wohin sein Unternehmen im Januar 1926 übersiedelte und fortan stetig weiter wuchs. Ab 1927 wollte M.J. Winkler die Alice-Trickfilme nicht mehr fortsetzen, sondern stattdessen eine Zeichentrick-Figur für eine neue Filmreihe. Disney und Ub Iwerks entwickelten die Figur Oswald der lustige Hase, für den der Verleih 2.250 Dollar pro Filmrolle zahlte. Als Disney jedoch in New York über eine höhere Summe verhandeln wollte, stellte sich heraus, dass der Verleih bereits einige Disney-Mitarbeiter abgeworben hatte und den Preis auf 1.800 Dollar drücken wollte; andernfalls wollte Charles Mintz, der aufgrund einer damals im Filmbereich üblichen Praxis auch sämtliche Rechte an „Oswald“ dem Hasen besaß, die Filmreihe selbständig weiterproduzieren. Es kam zur Beendigung der geschäftlichen Beziehung zwischen Disney und M.J. Winkler.

### Micky Maus, „Goldene Jahre“ und abendfüllende Zeichentrickfilme (1928–1940)
Als Nachfolger von „Oswald“ entwickelten Disney und Iwerks 1928 die neue Figur Micky Maus. Die Rücklagen der beiden Disney-Brüder ermöglichten es ihnen, die ersten Micky-Maus-Filme ohne Vertragspartner zu produzieren. Als Verleih fungierte zunächst Pat Powers, der gegen eine Beteiligung von zehn Prozent den Vertrieb der Filme übernahm und nicht auf eine Übertragung der Rechte bestand. So hatte der erste Micky-Maus-Film Plane Crazy am 15. Mai 1928 Premiere, am 18. November 1928 wurde Steamboat Willie uraufgeführt, der erste Zeichentrickfilm mit Ton. Besonders die Tonfilme erfuhren schnell wachsende Popularität und die günstige Auftragslage ermöglichte es Disney, weitere Projekte in Angriff zu nehmen. Im Mai 1929 hatte der erste Film der Silly Symphonies Premiere, die beim Publikum ebenfalls gut ankamen.
Nachdem sich Powers und Disney 1929 nicht auf einen neuen Verleihvertrag einigen konnten, schloss Disney 1930 einen Vertrag mit Columbia Pictures. Im Zuge dessen verließ Ub Iwerks die Disney-Studios und gründete mit der Unterstützung von Pat Powers ein eigenes Studio. Am 16. Dezember 1929 wurde die Produktionsfirma in „Walt Disney Productions“ umbenannt. Anfang der 1930er hatten die Disney-Studios insgesamt 40 Angestellte. Damals gab Disney für die Produktion eines Zeichentrick-Kurzfilms 5.400 Dollar aus; Ende 1931 kostete ein Film bereits 13.500 Dollar. Die Kosten wurden zumeist wieder eingespielt, brachten dem Unternehmen allerdings kaum Gewinn ein. Durch den Einsatz des Technicolor-Verfahrens ab 1932 stiegen die Kosten pro Film nochmals um etwa 10.000 Dollar. Im selben Jahr wechselte Disney nach Auslaufen des Vertrags erneut den Verleih. United Artists gewährte ihm in einem Fünfjahresvertrag einen Vorschuss von 20.000 Dollar pro Film sowie eine Beteiligung von 60 Prozent an den Einnahmen. Die Filmkosten beliefen sich mittlerweile auf insgesamt 50.000 Dollar pro Film, durch die große Nachfrage konnten die Disney-Cartoons aber gewinnbringend vertrieben werden.
Ebenfalls 1932 wurde in Disneys Studio eine Zeichentrickschule eingerichtet, an der fortan Zeichner ausgebildet wurden und auch Professoren von Kunstuniversitäten Unterricht gaben. Dabei gab es für jede Stufe des Zeichentricks eine eigene Klasse, die Ausbildung bis zum Chefzeichner dauerte bis zu 15 Jahre. Der Mitarbeiter Webb Smith entwickelte um dieselbe Zeit im Rahmen seiner Arbeit für Disney das Storyboard, das seitdem Einzug in die gesamten Filmbranche gehalten hat. Einen großen Erfolg landete Disney 1933 mit Die drei kleinen Schweinchen, der bereits im ersten Jahr 125.000 Dollar einspielte und dessen Lied Who’s Afraid of the Big Bad Wolf zum Hit wurde. Inzwischen beschränkte sich auch der Erfolg von Micky Maus nicht mehr auf Trickfilme, sondern reichte über eine große Auswahl an Merchandising-Produkten, die der Firma hohe Einnahmen bescherten und rund ein Drittel des Gewinns ausmachten. 1934 betrug der Gewinn der Disney-Studios schätzungsweise 660.000 Dollar. 1935 arbeiteten bereits 750 Zeichner für das Studio und Disney verlautbarte im selben Jahr, es werden weitere 300 Mitarbeiter benötigt.
Im Jahr 1934 entschloss sich Walt Disney, dass sein Studio nur überleben konnte, wenn er die Bandbreite vergrößerte. In Stockholm hatte im selben Jahr ein abendfüllender Film Premiere, bestehend aus acht Zeichentrick-Cartoons. Dies bestätigte Disney, dass man Leute auch mit einem abendfüllenden Zeichentrickfilm unterhalten konnte. 1935 begann die Produktion des ersten abendfüllenden Zeichentrickfilms Schneewittchen und die sieben Zwerge, der nahezu sämtliche Ressourcen des Studios in Anspruch nahm. Die voraussichtlichen Einnahmen wurden auf 1 Million Dollar kalkuliert, die das Budget von letztendlich 1,75 Millionen Dollar bald weit überstieg. Der Film wurde entgegen kritischer Stimmen ein überwältigender Erfolg und spielte bis zum Ende der ersten Laufzeit 8,5 Millionen Dollar ein. Dies bestärkte Disney, fortan zwei abendfüllende Zeichentrickfilme pro Jahr zu planen. Bereits gegen Ende der Arbeit an Schneewittchen hatte die Produktion der nächsten Filme Pinocchio und Bambi begonnen.
Die Produktionskosten von Pinocchio stiegen letztendlich auf mehr als 2,5 Millionen Dollar. Als der Film am 7. Februar 1940 Premiere feierte, hatte Disney bereits wieder rund 4,5 Millionen Dollar Kredite aufgenommen, denn auch der Bau eines neuen Studios in Burbank hatte Kosten von bis zu 3,8 Millionen Dollar verursacht. Obwohl Pinocchio von der Kritik hochgelobt und mit zwei Oscars in den Kategorien „Bester Song“ und „Beste Musik“ ausgezeichnet wurde, blieben die Einnahmen weit hinter den Erwartungen zurück. Europa, wo fast die Hälfte lukriert werden sollte, fiel aufgrund des Zweiten Weltkrieges als wichtiger Absatzmarkt aus; in Großbritannien wurden beispielsweise alle Einnahmen in Pfund Sterling für die Kriegsdauer auf britischen Konten eingefroren. Unterdessen wurde auch bereits am nachfolgenden Film Fantasia gearbeitet, der mit einer Spieldauer von 125 Minuten zum längsten Disney-Zeichentrickfilm werden sollte und weitere Produktionskosten in der Höhe von 2,3 Millionen Dollar verursachte.

### Prekäre Kriegs- und Nachkriegsjahre (1940–1950)
Im Mai 1940 zog das Studio schließlich von Hollywood nach Burbank um. Am 13. November 1940 hatte Fantasia Premiere und wurde zum finanziellen Misserfolg. Disney erhielt kaum noch Kredite von Banken. Um dennoch an Geld für neue Produktionen zu kommen, wurde das Unternehmen in eine Aktiengesellschaft umgewandelt. Insgesamt wurden 155.000 Aktien mit einem Nominalwert zu je 25 Dollar ausgegeben, die aber in kurzer Zeit auf drei Dollar fielen. Die angespannte Lage belastete auch die Stimmung innerhalb der Belegschaft, was ab März 1941 in einen wochenlangen Streik gipfelte. Der nächste Film Dumbo hatte am 23. Oktober 1941 Premiere und ist mit 60 Minuten Laufzeit der bislang kürzeste Zeichentrickfilm Disneys. Dementsprechend kostete er auch nur 950.000 Dollar. Bambi wurde am 13. August 1942 veröffentlicht und bescherte dem Studio weitere Verluste. Bei etwa 2 Millionen Dollar Produktionskosten spielte der Film zunächst nur 1,23 Millionen wieder ein und brachte erst nach der Wiederaufführung 1947 Gewinn.
Folgend wurden in den 1940er Jahren nur mehr Projekte mit geringeren Kosten realisiert. Darunter waren Filme mit lateinamerikanischem Bezug, nachdem Walt Disney und ein Team von Zeichnern 1941 auf Präsident Roosevelts Ersuchen eine „Reise des guten Willens“ nach Südamerika unternommen hatten, wie z. B. Drei Caballeros im Sambafieber (1943) und Drei Caballeros (1944). Danach produzierte Disney zahlreiche Cartoons, die zu einem abendfüllenden Film zusammengefügt wurden, wie etwa Make Mine Music (1946) und Musik, Tanz und Rhythmus (1948). 1945 hatte das Studio 4 Millionen Dollar Schulden. Das Studio produzierte in dieser Zeit mit dem 1946 erschienenem The Story of Menstruation mindestens einen Lehrfilm.

### Wiederkehrender Erfolg (1950–1966)
Noch in den 1930ern hatte das Studio mit Entwürfen für die Geschichte von Cinderella begonnen und 1943 mit der Produktion. Die Veröffentlichung des Films 1950 brachte dem Studio hohe Einnahmen, ebenso die zahlreichen Dokumentar- und Abenteuerfilme, die im Laufe der 1950er entstanden. Neben Zeichentrickfilmen wie Alice im Wunderland (1951), Peter Pan (1953) und Susi und Strolch (1955) erlangte auch das zu dieser Zeit aufkommende Fernsehen immer größere Bedeutung für die Produktion, aber auch für die Vermarktung der Filme. 1955 wurde der Vergnügungspark Disneyland in Anaheim, Kalifornien eröffnet und seit dem Vorjahr lief auf ABC die gleichnamige Fernsehshow, die von Walt Disney persönlich moderiert wurde.
Mit der großen Bandbreite an Einnahmen durch Filme, Fernsehserien, Musik, Merchandising und den Vergnügungspark stellten auch finanzielle Misserfolge wie Dornröschen (1959), der nicht einmal die Hälfte seines Budgets wieder einspielte, keine Bedrohung für den Fortbestand des Studios dar. Der Nachfolger 101 Dalmatiner (1961) wurde hingegen wieder ein Erfolg und auch daneben entstand in den 1960ern eine Vielzahl an Familienfilmen, die sich teilweise auch der Mischung aus Real- und Trickfilm bedienten, ähnlich den Disney-Filmen der frühen Jahre. Der nächste Zeichentrickfilm Die Hexe und der Zauberer kam am 25. Dezember 1963 in die Kinos und war der letzte, dessen Veröffentlichung Walt Disney noch miterlebte. 1964 feierte Mary Poppins seine Premiere, der kommerziell erfolgreichste Realfilm der Disney-Studios. Im selben Jahr begann man, an Das Dschungelbuch zu arbeiten, der am 18. Oktober 1967 in die Kinos kam und ein großer Erfolg wurde, besonders in Deutschland.

### Tod des Firmengründers und Krisenjahre (1966–1988)
Am 15. Dezember 1966 starb Walt Disney und sein Bruder Roy O. Disney wurde Präsident und Aufsichtsratsvorsitzender des Disney-Konzerns. Unter ihm wurde Disney World in Florida fertiggebaut und im Oktober 1971 eröffnet. Wenig später starb auch Roy Disney, worauf ihm Donn Tatum als CEO nachfolgte. Im Laufe der 1970er gingen zahlreiche altgediente Trickfilmzeichner, darunter fast alle von Disney’s Nine Old Men, in den Ruhestand oder starben. Die Zahl an Zeichentrickfilmen, für die Disney einst bekannt geworden war, ging zunehmend zurück. Der Anteil von Spielfilmen am Umsatz der Studios, der 1955 noch bei 75 % gelegen hatte, verringerte sich dabei bis in die 1970er Jahre auf 20 %. Währenddessen verdreifachte sich der Jahresumsatz der Walt Disney Company, der 1966 bei 100 Millionen Dollar gelegen hatte, bis 1973.
Die meisten Zeichentrick-Spielfilme der 1970er Jahre behaupteten sich an den Kinokassen eher mäßig. Kritisch wurde es zu Beginn der 1980er Jahre, als sich der Konzern wegen drastisch sinkender Gewinne und Aktienkurse in einer Krise befand. Eine Verbesserung folgte erst ab 1984, als Michael Eisner der neue Aufsichtsratsvorsitzende, Frank Wells Generaldirektor und Jeffrey Katzenberg Kreativdirektor wurde. Auch die Landfläche rund um Disney World Orlando, die Walt Disney bereits Jahrzehnte vorher aufgekauft hatte, trug als Sicherheit für Geldgeber zur Stabilisierung bei.
1985 erschien Taran und der Zauberkessel, der auf den Chroniken von Prydain basiert, und beinhaltete als erster Disney-Zeichentrickfilm Computereffekte. Mit einem entsprechend großen Budget von 44 Millionen Dollar wurde der Film zum Flop, was Michael Eisner beinahe dazu bewegte, die Animationsabteilung zu schließen. Walt Disneys Neffe Roy E. Disney wurde 1986 zum Leiter der Animationsabteilung und konnte mit Basil, der große Mäusedetektiv einen ersten Erfolg verbuchen. Gegen Ende der 1980er kam mit der Videokassette ein neuer Geschäftsbereich hinzu, der die Einnahmen des Konzerns wieder steigern konnte. So verdiente Disney 1987 allein 100 Millionen Dollar durch Cinderella. 1988 kam Oliver & Co. in die Kinos und wurde zu einem verhältnismäßig großen Erfolg. Er spielte in den USA über 50 Millionen Dollar ein und damit mehr als seine beiden Vorgänger zusammen. Roy Disney und Jeffrey Katzenberg beschlossen daraufhin, wieder mehr auf Zeichentrickfilme mit musikalischen Einlagen zu setzen.

### Disney-Renaissance (1989–2000)
Mit dem Musical-Zeichentrickfilm Arielle, die Meerjungfrau kehrte Disney 1989 erfolgreich zu jenem Format zurück, das bereits seine Klassiker ausgezeichnet hatte. Der Film spielte allein in den USA über 110 Millionen Dollar ein und wurde damit zu einem phänomenalen Erfolg. Mit Arielle begann die sogenannte „Disney-Renaissance“ bzw. die Zeit der „Goldenen Neunziger“. Nachfolgende Musical-Filme wie Die Schöne und das Biest (1991) oder Aladdin (1992) konnten mühelos an den Erfolg anknüpfen, nicht nur an den Kinokassen, sondern auch bei den jährlich verliehenen Oscars und anderen Filmpreisen. Der Zenit dieser Phase folgte 1994 mit Der König der Löwen, der damals fast 800 Millionen Dollar weltweit einspielte und bis heute der erfolgreichste klassische Zeichentrickfilm ist. Aber auch danach folgten mit ähnlich gelagerten Filmen wie Pocahontas (1995), Der Glöckner von Notre Dame (1996) oder Tarzan (1999) beachtliche kommerzielle Erfolge, die teilweise auch für Oscars nominiert und ausgezeichnet wurden.
Zusätzlich zu den Zeichentrick-Kinofilmen erweiterte Disney seine Bandbreite in den 1990ern. So begann eine Zusammenarbeit mit Pixar, die erste Erfolge im Bereich der reinen Computeranimation hervorbrachte und für Filme wie Toy Story (1995) oder Das große Krabbeln (1997) Anerkennung erhielt. Zahlreiche Fortsetzungen und Ableger entstanden als Direct-to-Video für den Heimfilmmarkt, Fernsehserien wie Arielle und Aladdin wurden nach den großen Erfolgen auf Basis der Kinofilme produziert und Realverfilmungen wie 101 Dalmatiner oder Aus dem Dschungel, in den Dschungel erschienen in den Kinos.

### Das neue Jahrtausend (2000–heute)
Im November 2003 verließen Roy E. Disney, Neffe und Sohn der Unternehmensgründer, und Stanley Gold im Streit mit dem langjährigen Unternehmenschef Michael Eisner das Unternehmen. Sie warfen Eisner vor, die Kreativität und die Finanzen hätten unter seinem Führungsstil gelitten. Im Oktober 2005 wurde Michael Eisner von seinem Posten verdrängt und von Bob Iger abgelöst.
Am 11. Februar 2004 unterbreitete Comcast den Aktionären von Disney ein Kaufangebot in Höhe von 66 Milliarden US-Dollar, das Ende April 2004 wieder zurückgezogen wurde.
Am 11. August 2008 wurde bekannt, dass Walt Disney im Animationsbereich einen Forschungsstandort zusammen mit der Eidgenössischen Technischen Hochschule Zürich in der Schweiz eröffnet. Dies ist das einzige Disney-Lab in Europa. Es sind mehrere Geschäftseinheiten des Walt-Disney-Konzerns involviert: Disney Animation and Live Action Studios, Interactive Games, Disney Interactive Media Group, ESPN und Pixar.
Am 31. Dezember 2009 stimmten die Aktionäre des Comicverlages Marvel dem Kauf Marvels durch Disney für 4,3 Milliarden US-Dollar zu.
Am 30. Oktober 2012 wurde bekannt, dass Disney Lucasfilm für 4,05 Milliarden US-Dollar kauft.
Disney erwarb im März 2014 die Maker Studios für 500 Millionen US-Dollar, um eigene Inhalte online zu bringen.
Am 25. Februar 2020 wurde bekannt, dass der bisherige CEO Iger nach 15 Jahren abtritt und Bob Chapek zu dessen Nachfolger ernannt wird. Iger blieb jedoch Executive Chair bis Jahresende 2021. Infolge der COVID-19-Pandemie schloss Disney vorübergehend alle seine Themenparks, verzögerte die Veröffentlichung mehrerer Filme und stellte den Betrieb seiner Kreuzfahrtlinie Disney Cruise Line ein. Auf die andauernd niedrigen Besucherzahlen infolge der Pandemie reagierte das Disney mit Massenentlassungen; 28.000 Angestellten (davon 67 Prozent Teilzeitkräfte) in den Bereichen Vergnügungsparks, Ferienresorts und Kreuzfahrten wurde gekündigt. Die Massenentlassungen erhöhten sich noch im selben Jahr auf 32.000 Angestellte.
Im April 2021 schloss Disney sein drittes Animationsstudio Blue Sky Studios.
Die Disney-Streamingdienste Disney+, Hulu und ESPN+ hatten im zweiten Quartal 2022 insgesamt 221 Millionen Abonnenten und damit erstmals mehr Abonnenten als Netflix. Im Jahr 2022 stellte Disney aufgrund Russlands Invasion in die Ukraine alle Aktivitäten in Russland ein. Disney war auch das erste Major-Studio, das die Veröffentlichung eines großen Kinofilms aufgrund der russischen Invasion stoppte.
Als Igers Amtszeit als Executive Chair zum Jahresende 2021 auslief, wurde das ehemalige Disney-Vorstandsmitglied Susan Arnold erstes weibliches Executive Chair der Disney-Company. Sie blieb dies nur bis November 2022, bis Mark Parker übernahm. Im selben Monat kehrte Iger als CEO zurück, nachdem Bob Chapek aufgrund einer schlechten Ertragsentwicklung und einer Reihe von Entscheidungen, die bei anderen Führungskräften unpopulär waren, entlassen wurde.
Im April 2023 wurden 7.000 Mitarbeiter (was 3 % der 220.000 Personen umfassenden Belegschaft entsprach) entlassen, um Kosten in Höhe von 5,5 Milliarden US-Dollar einzusparen. Es war die zweitgrößte Massenentlassung in der Unternehmensgeschichte.

### Chronik
- 1923: Gründung durch die Brüder Walt und Roy Oliver Disney als Disney Brothers Cartoon Studio am 16. Oktober, niedergelassen in der Kingswell Avenue, Los Angeles
- 1926: Umzug des Studios in die Hyperion Avenue im Januar
- 1928: Premiere des ersten Micky Maus-Kurzfilms Plane Crazy am 15. Mai sowie erster Micky-Maus-Tonfilm Steamboat Willie am 18. November
- 1929: Umbenennung in Walt Disney Productions, Ltd. am 16. Dezember sowie Start der Kurzfilmreihe Silly Symphony mit dem Titel The Skeleton Dance
- 1932: Erster Auftritt der Figur Goofy (als Dippy Dawg)
- 1934: Erster Auftritt der Figur Donald Duck in Die kluge kleine Henne
- 1937: Premiere des ersten abendfüllenden Zeichentrickfilms Schneewittchen und die Sieben Zwerge am 21. Dezember
- 1940: Umzug des Studios nach Burbank, Kalifornien im Mai
- 1950: Cinderella wird zum ersten erfolgreichen Disney-Spielfilm nach dem Zweiten Weltkrieg
- 1954: Gründung der Buena Vista Distribution Company, Inc. zur Vermarktung von Filmen (in Anlehnung an die Adresse der Studios, die Buena Vista Street)
- 1955: Eröffnung des ersten Disneyland-Themenparks in Anaheim, Kalifornien am 17. Juli
- 1966: Tod des Gründers Walt Disney am 15. Dezember
- 1971: Eröffnung der Walt Disney World in Orlando, Florida; Tod des Unternehmensgründers Roy O. Disney
- 1982: Eröffnung von EPCOT Center im Walt Disney World Resort
- 1983: Der Disney Channel startet sein Programm; Eröffnung von Disneyland Tokyo in Japan
- 1984: Gründung des Unternehmens Touchstone Pictures
- 1986: Umbenennung in The Walt Disney Company (6. Februar)
- 1987: Eröffnung des ersten Disney Store in Glendale in Kalifornien (28. März 1987)
- 1989: Eröffnung der Disney-MGM Studios im Walt Disney World Resort
- 1992: Eröffnung des europäischen Euro Disney (heute Disneyland Resort Paris) in Frankreich
- 1993: Übernahme von Miramax Films
- 1995: Gründung der Disney Cruise Line (Kreuzschifffahrt)
- 1998: Eröffnung von Disney’s Animal Kingdom im Walt Disney World Resort
- 2001: Eröffnung von Disney’s California Adventure Park
- 2002: Eröffnung des Walt Disney Studios Park in Disneyland Paris
- 2003: Schließung der Zeichentrickfilm-Abteilung, verursacht durch den enormen Flop Der Schatzplanet
- 2004: Beendigung des Vertrages mit Pixar; Disney kauft die Rechte an Jim Hensons Muppets
- 2005: Die Brüder Bob und Harvey Weinstein verlassen Miramax
- 2005: Eröffnung des Hong Kong Disneyland (12. September 2005)
- 2006: Disney übernimmt Pixar im Rahmen eines Aktientausches für 7,4 Milliarden US-Dollar
- 2007: Disney kauft ImageMovers und gründet es neu
- 2008: Umbenennung der Disney MGM Studios im Walt Disney World Resort in Disney’s Hollywood Studios
- 2009: Disney übernimmt für etwa vier Milliarden US-Dollar Marvel
- 2012: Disney übernimmt für etwa vier Milliarden US-Dollar Lucasfilm Ltd.
- 2016: Eröffnung des Shanghai Disneyland Park in China am 16. Juni
- 2017: Disney bietet 52,4 Milliarden Dollar für große Teile des Medienkonzerns 21st Century Fox. Davon ausgenommen ist das Fox Broadcasting Network, zu dem unter anderem Fox News gehört. (14. Dezember 2017)[33]
- 2019: Die Übernahme großer Teile der 21st Century Fox um 71,3 Milliarden Dollar (62,8 Mrd. Euro) durch Disney wird abgeschlossen.[34]
- 2023: Disney übernimmt die restlichen 33 % an Hulu LLC von der Comcast Tochter NBC Universal[35]

## Unternehmensstruktur
Die WDC ist einer der größten Medienkonzerne der Welt. Zur WDC gehören u. a.:
- Disney Content Groups

Logo von The Walt Disney Studios

Logo von Walt Disney Pictures

Logo von Walt Disney Animation Studios

Logo von Walt Disney Studios Motion Pictures

Logo von Pixar

Logo von Disneynature

Logo von Marvel Studios

Logo von ABC Network

Logo von ESPN

Logo von Disney Media and Entertainment Distribution

Logo von Disney+

Logo von Hulu

Logo von ESPN+

  - Disney Studios Content Group (Leitung: Alan Bergman)
    - Walt Disney Pictures
    - Walt Disney Animation Studios
    - Pixar Animations Studios
    - Disneynature
    - Marvel Studios
    - Lucasfilm
    - 20th Century Studios
    - Searchlight Pictures
    - Disney Theatrical Group

  - Disney General Entertainment Content Group (Leitung: Peter Rice)
    - ABC Network
      - FX Network
      - Freeform
      - Disney Branded Television
        - Disney Channel
        - Disney XD
        - Disney Junior

      - National Geographic

    - ABC Signature
    - 20th Television
    - Greengrass Productions
    - Disney Television Animation
    - Disney Digital Network.

  - ESPN and Sports Content Group (Leitung: James Pitaro)
    - ESPN
    - ABC Sports

  - International Content and Operations Group (Leitung: Rebecca Campbell)
- Disney Devisions
  - Disney Parks, Experiences and Products (Leitung: Josh D´Amaro)
  - Disney Media and Entertainment Distribution (Leitung: Kareem Daniel)
    - Direct-to-Consumer Businesses
      - Disney+
      - Hulu
      - ESPN+

    - Distribution
      - Walt Disney Studios Motion Pictures
      - Walt Disney Studios Home Entertainment

    - Disney Music Group

Darüber hinaus hält WDC Beteiligungen an zahlreichen Fernsehstationen, z. B. dem amerikanischen Sportkanal ESPN.
50 % am deutschen Sender Super RTL wurden zurück an RTL Deutschland verkauft.
Auch das National-Hockey-League-Team der Mighty Ducks of Anaheim wurde vom Disney-Konzern gegründet und von diesem bis Juni 2005 geführt.

## Management

### Board of Directors
Stand 11/2023:
- Mark Parker (Chairman of the Board)
- Mary Barra
- Safra A. Catz
- Amy L. Chang
- Francis deSouza
- Carolyn N. Everson
- Michael Froman
- Rober Iger
- Maria Elena Lagomasino
- Calvin R. McDonald
- Derica W. Rice

### Chronologie Disney-Management
| Präsidenten                  | Chief Executive Officers       | Chairmen of the Board          | Chairmen of the Board     | Chief Operating Officers    |
| Präsidenten                  | Chief Executive Officers       | First                          | Vice                      | Chief Operating Officers    |
| ---------------------------- | ------------------------------ | ------------------------------ | ------------------------- | --------------------------- |
| Walt Disney (1923–1945)      |                                |                                |                           |                             |
| Roy O. Disney (1929–1971)    |                                |                                |                           |                             |
| Roy O. Disney (1945–1968)    | Walt Disney (1945–1960)        |                                |                           |                             |
| Roy O. Disney (1945–1968)    |                                |                                |                           |                             |
| Roy O. Disney (1945–1968)    | Roy O. Disney (1964–1971)      |                                |                           |                             |
| Donn Tatum (1968–1971)       | E. Cardon Walker (1968–1976)   |                                |                           |                             |
| E. Cardon Walker (1971–1980) | E. Cardon Walker (1968–1976)   | Donn Tatum (1971–1976)         | Donn Tatum (1971–1980)    |                             |
| E. Cardon Walker (1971–1980) | E. Cardon Walker (1976–1983)   |                                | Donn Tatum (1971–1980)    |                             |
| Ron Miller (1980–1984)       | E. Cardon Walker (1980–1983)   | Ron Miller (1980–1983)         |                           |                             |
| Ron Miller (1980–1984)       | Ron Miller (1983–1984)         | Raymond Watson (1983–1984)     |                           |                             |
| Frank Wells (1984–1994)      | Michael Eisner (1984–2005)     | Michael Eisner (1984–2004)     | Roy E. Disney (1984–2003) | Frank Wells (1984–1994)     |
|                              | Michael Eisner (1984–2005)     | Michael Eisner (1984–2004)     | Roy E. Disney (1984–2003) |                             |
| Michael Ovitz (1995–1997)    | Michael Eisner (1984–2005)     | Michael Eisner (1984–2004)     | Roy E. Disney (1984–2003) |                             |
| Michael Eisner (1997–2000)   | Michael Eisner (1984–2005)     | Michael Eisner (1984–2004)     | Roy E. Disney (1984–2003) | Sanford Litvack (1997–2000) |
| Robert A. Iger (2000–2012)   | Michael Eisner (1984–2005)     | Michael Eisner (1984–2004)     | Roy E. Disney (1984–2003) | Robert A. Iger (2000–2005)  |
| Robert A. Iger (2000–2012)   | Michael Eisner (1984–2005)     | Michael Eisner (1984–2004)     |                           | Robert A. Iger (2000–2005)  |
| Robert A. Iger (2000–2012)   | Michael Eisner (1984–2005)     | George J. Mitchell (2004–2006) |                           | Robert A. Iger (2000–2005)  |
| Robert A. Iger (2000–2012)   | Robert A. Iger (2005–2020)     |                                |                           |                             |
| Robert A. Iger (2000–2012)   |                                |                                |                           |                             |
| Robert A. Iger (2000–2012)   | John E. Pepper Jr. (2007–2012) |                                |                           |                             |
|                              | Robert A. Iger (2012–2021)     |                                |                           |                             |
| Thomas O. Staggs (2015–2016) |                                |                                |                           |                             |
|                              |                                |                                |                           |                             |
| Bob Chapek (2020–2022)       |                                |                                |                           |                             |
| Susan E. Arnold (2021–2023)  |                                |                                |                           |                             |
| Robert A. Iger (seit 2022)   |                                |                                |                           |                             |
| Mark Parker (seit 2023)      |                                |                                |                           |                             |

## Geschäftszahlen
Im Geschäftsjahr 2018 erwirtschaftete Walt Disney einen Umsatz von 59,4 Mrd. $ bei einem Gewinn von 12,6 Mrd. $. Seit dem Jahr 2003 hat sich der Umsatz mehr als verdoppelt und der Gewinn mehr als verneunfacht. Der Börsenwert stieg im selben Zeitraum von 32,5 Mrd. $ auf 177,4 Mrd. $ an und betrug im Oktober 2018 ca. 174 Mrd. $.
| Jahr | Umsatz in Mrd. US-Dollar | Gewinn in Mrd. US-Dollar | Aktiva in Mrd. US-Dollar | Börsenwert in Mrd. US-Dollar |
| ---- | ------------------------ | ------------------------ | ------------------------ | ---------------------------- |
| 2003 | 27,1                     | 1,3                      | 50,0                     | 32,5                         |
| 2004 | 30,8                     | 2,4                      | 53,9                     | 46,3                         |
| 2005 | 31,4                     | 2,5                      | 53,2                     | 54,8                         |
| 2006 | 33,7                     | 3,4                      | 60,0                     | …                            |
| 2007 | 35,5                     | 4,7                      | 60,9                     | …                            |
| 2008 | 37,8                     | 4,4                      | 62,5                     | 63,3                         |
| 2009 | 36,1                     | 3,3                      | 63,1                     | 41,4                         |
| 2010 | 38,1                     | 4,0                      | 69,2                     | 58,6                         |
| 2011 | 40,9                     | 4,8                      | 72,1                     | 71,2                         |
| 2012 | 42,3                     | 5,7                      | 74,9                     | 76,3                         |
| 2013 | 45,0                     | 6,1                      | 81,2                     | 89,6                         |
| 2014 | 48,8                     | 7,5                      | 84,2                     | 137                          |
| 2015 | 52,5                     | 8,4                      | 88,2                     | 159                          |
| 2016 | 55,6                     | 9,4                      | 92,0                     | 168                          |
| 2017 | 55,1                     | 9,0                      | 95,8                     | 177                          |
| 2018 | 59,4                     | 12,6                     | 98,6                     | 174                          |
| 2019 | 69,6                     | 11,1                     | 194                      | 264                          |
| 2020 | 65,4                     | −2,9                     | 201                      | 328                          |
| 2021 | 67,4                     | 7,7                      | 203                      | 319                          |
| 2022 | 82,7                     | 12,2                     | 203                      | 171                          |

## Studios Content Group
Die Walt Disney Motion Pictures Group, Inc. früher Buena Vista Motion Pictures Group ist für die Sparte Filmproduktion verantwortlich. Das Präfix des vormaligen Unternehmens namens (Firma) „Buena Vista“ entstammt der früheren Buena Vista Company, die 1955 von Walt Disney gegründet wurde, und leitet sich von der Buena Vista Street in Burbank (Kalifornien) ab, in der die ursprünglichen Walt Disney Studios ansässig waren. Die Marke „Buena Vista“ wurde 2007 aufgegeben und durch „Walt Disney“ ersetzt.

### Aktuelle Studios

Walt Disney Animation Studios
Disneynature
20th Century Studios
Searchlight Pictures
Pixar
Lucasfilm Ltd.
Marvel Studios

#### Walt Disney Pictures
Disney-Filme waren damals das Synonym harmloser, gern auch fantastischer und lustiger Unterhaltungsfilme. Dies ergibt sich vor allem aus den Filmen der 1950er und 1960er Jahren sowie den Zeichentrickfilmen. Hier wurden auch häufig Kinderbücher verfilmt oder „Erwachsenenromane“ kindgerecht aufgearbeitet (wie Der Glöckner von Notre-Dame). Allerdings wurden die Geschichten dabei teilweise in einen anderen Zusammenhang gestellt, als dies bei den Originalromanen der Fall war.
Einer der künstlerisch interessantesten Filme aus dieser Produktion ist der Musikfilm Fantasia (1940, Regie: James Algar; fortgesetzt als Fantasia 2000), bei dem der Versuch unternommen wird, Beispiele klassischer Musik für ein junges Publikum mit den Mitteln des Zeichentrickfilms zu visualisieren. Die Science-Fiction-Filme der Disney-Produktion wie Das schwarze Loch waren zwar weniger erfolgreich, zumindest Tron gilt aber aus heutiger Sicht als innovativer Film, der erstmals den Cyberspace visuell umsetzte.
In jüngster Vergangenheit hat sich die Walt Disney Company vor allem durch die Pirates-of-the-Caribbean-Filme hervorgetan. Erstmals in der Geschichte eines Filmstudios diente hierbei eine Attraktion im hauseigenen Vergnügungspark als Stoffvorlage zu einem Kinofilm.
Seit 2010 werden viele Stoffe, die von Disney als Zeichentrickfilm adaptiert wurden, real neu verfilmt, wobei sich viele optisch und inhaltlich an den Zeichentrickversionen orientieren, wie Maleficent, Cinderella, The Jungle Book oder Die Schöne und das Biest.

#### Walt Disney Animation Studios
Disneys Zeichentrickabteilungen, Ausgangspunkt und für viele Herz des Konzerns, wurden 2007 nach vierjähriger Pause wiedereröffnet.
Ende des Jahres 2003 waren die Disney Animation Studios sukzessive geschlossen worden, da sich Eigenproduktionen von Disney (z. B. Der Schatzplanet) wirtschaftlich als nicht mehr erfolgreich herausgestellt hatten. Anfang 2007 verkündete die derzeitige Geschäftsführung der Disney Animation Studios, darunter John Lasseter, seines Zeichens Chief Creative Officer, die Rückkehr Disneys zur traditionellen 2D-Animation. Schon 2006 wurden erste Überlegungen laut, die Zeichentricksparte wiederzubeleben. Ende 2009 kam mit Küss den Frosch der erste handgezeichnete Animationsfilm seit Die Kühe sind los in die Kinos.

#### Pixar Animation Studios
Im Januar des Jahres 2006 übernahm Disney im Rahmen eines Aktientauschs das Trickfilmstudio Pixar. Disney hatte mit Pixar bereits seit dem Jahr 1991 kooperiert, aus dieser Kooperation waren einige erfolgreiche Produktionen wie beispielsweise Findet Nemo oder Die Monster AG entstanden. Dabei wurden auch kritische Töne von Steve Jobs, dem Unternehmens-Chef von Pixar, öffentlich, die darauf hindeuteten, dass man eigene Wege ohne Disney gehen wolle. Im Jahr 2004 kam es daraufhin zur Beendigung des Vertrages von Pixar mit Disney. Nach dem Führungswechsel bei Disney Ende des Jahres 2005 hatte sich die Beziehung mit Pixar aber wieder entspannt und gipfelte im Jahr 2006 in dem erfolgreichen Übernahmeangebot, bei dem Pixar mit umgerechnet 7,4 Milliarden US-Dollar bewertet wurde.

#### Disneynature
Disneynature wurde 2008 gegründet, um Naturdokumentationen zu produzieren. Sein Hauptsitz ist in Paris.

#### 20th Century Studios
Das Studio kam unter dem Namen 20th Century Fox durch den Teilkauf von 21st Century Fox zu Disney. Das Studio existiert seit 1935 und ist unter anderem bekannt für die Planet-der-Affen-Filmreihe, die Alien-Filmreihe oder die Stirb langsam-Filmreihe. Seit Anfang 2020 hat es seinen heutigen Namen.

#### Searchlight Pictures
Auch dieses 1994 als Fox Searchlight Pictures gegründete Studio kam durch den Teilkauf von 21st Century Fox zu Disney. Es hat sich auf Independentfilme spezialisiert. Dazu zählen u. a. Slumdog Millionär, Black Swan und Shape of Water.

#### Lucasfilm
Die Walt Disney Company hat im Oktober 2012 bekanntgegeben, dass sie George Lucas’ Filmproduktionsfirma Lucasfilm kaufen wird. Die Transaktion kostete das Studio in etwa 4,05 Milliarden US-Dollar. Lucasfilm gehörte zu 100 Prozent dem Star-Wars-Schöpfer George Lucas. Kathleen Kennedy, Co-Vorstand von Disney, ist nun Chefin von Lucasfilm. Im gleichen Zug kündigte Disney den siebten Teil von Star Wars für ein Startdatum im Jahr 2015 an. Kennedy ist Koproduzentin, Lucas ist als Berater an Bord.

#### Marvel Studios
Am 31. August 2009 gab Disney bekannt, dass sie Marvel Studios übernehmen werden. Der Kaufpreis sollte bei 4 Milliarden US-Dollar liegen. Das Studio produziert Filme zu den Figuren aus den Marvel Comics und konkurriert damit mit Warner Bros., die die Rechte zu den Figuren der DC Comics besitzen.

#### Fox Star Studios
Ist ein indisches Filmstudio, welches seit 2008 Filme produziert.

#### Fox Studios Australia
Ist ein australisches Studio, welches seit 1998 für Film und Fernsehen produziert.

### Walt Disney Studios Motion Pictures
Walt Disney Studios Motion Pictures ist der Verleih- und Vertriebsarm der Walt Disney Company. Sie ist grundsätzlich für alle Filme, die im Rahmen des Produktionszweigs Walt Disney Motion Pictures Group hergestellt werden, zuständig. Hinzu kommen auch Filme diverser kleinerer Unternehmen außerhalb des Disney-Konzerns, für die Disney als beauftragter Verleiher tätig ist. Das Unternehmen war bis 2007 als Buena Vista International bekannt, die Marke Buena Vista wurde jedoch 2007 weitgehend aufgegeben.

### Disney Music Group

Das Logo der Disney Music Group

1998 gründete Disney unter dem Namen Buena Vista Music Group ein Tonträgerunternehmen, das folgende Musiklabels betreibt:
- Walt Disney Records
- Hollywood Records
- Musikverlag: Walt Disney Music Publishing

2005 übernahm die EMI Group den Vertrieb der Buena Vista Music Group in Europa, Südafrika und im Nahen Osten.
Inzwischen heißt die Musikgruppe des Disney-Konzerns Disney Music Group.

### Disney Theatrical Group

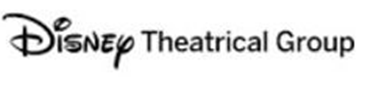
Das Logo der Disney Theatrical Group

Unter dem Banner von Disney Theatrical Productions in der Disney Theatrical Group werden Broadway-Produktionen entwickelt und weltweit vermarktet. Beispiele hierzu sind die Musicals Der König der Löwen oder Mary Poppins.
Außerdem bietet die Disney Theatrical Group unter Disney on Ice und Marvel Universe Live! Liveshows auf die Bühne und macht Adaptionen und Programme für Schulen von einigen dieser Produktionen.

## ESPN and Sports Content Group
Die ESPN and Sports Content Group ist für alle ESPN- und weiteren Sportrechte von Disney verantwortlich. Disney hat eine 80-prozentige Beteiligung an ESPN.
ESPN Bet soll in Zukunft Sportwetten anbieten.

## General Entertainment Content Group

ABC

### TV-Produktion

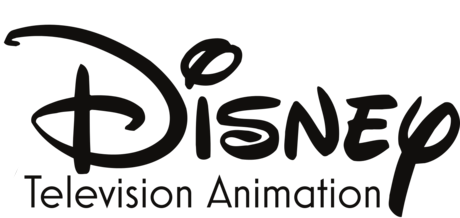
Disney Television Animation
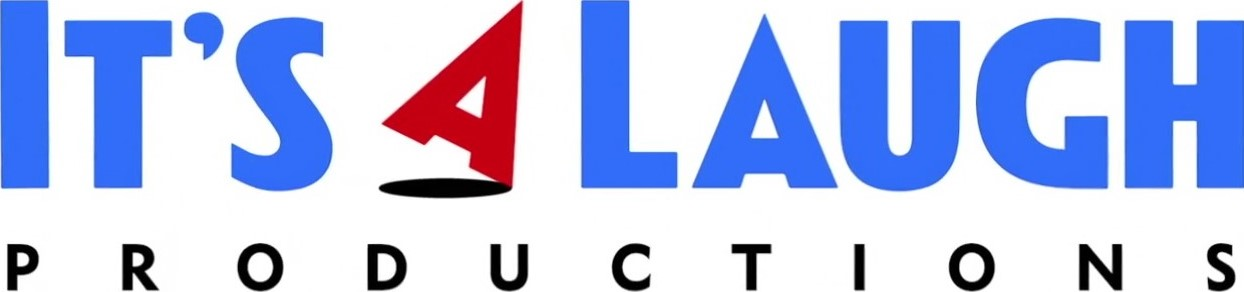
It´s a Laugh Productions
ABC Signature (ehemals Touchstone Television)

Greengrass Productions · National Geographic Studios · hulu Originals · FX Productions · 20th Television · 20th Television Animation

### Fernsehsender

Disney Channel (Internationaler Sender)
Disney XD (Internationaler Sender)
FX
Freeform

Disney Junior · FX Movie · FXX · FXNow

### Radio- und TV-Vertrieb
ABC News Radio · Radio Disney · Disney-ABC International TV · Disney-ABC Domestic Television

### ABC Network
ABC · ABC News · ABC News Now

### Internet
Disney Digital Network

## Disney Parks, Experiences and Products
Die Walt Disney Parks and Resorts sind für die Planung, den Bau und die Organisation aller Themenparks und Ferienresorts von Disney verantwortlich. Sie ist damit eine der vier Haupteinheiten des Unternehmens.
Die Abteilung Walt Disney Parks and Resorts wurde 1971 gegründet, als der zweite Disney-Themenpark, das Magic Kingdom im Walt Disney World Resort in Florida öffnete und Disney ein Team bildete, welches sich auf die Instandhaltung dieses Parks spezialisierte. Außerdem sollte das Team das damals 16 Jahre alte Disneyland in Kalifornien instand halten.
Im März 2018 wurde sie in Disney Parks, Experiences and Products umbenannt und verwaltet jetzt auch das weltweite Publishing von Disney-Produkten.

## Disney Media & Entertainment Distribution

Disney+
Disney+ Hotstar
STAR+
Hulu
ESPN+

Die Abteilung Disney Media & Entertainment Distribution ist im Unternehmen u. a. für die internationale Vermarktung von Sendungen und für die Streaming-Dienste wie dem Sport-Streamingdienst ESPN+, hulu, Star+, Disney+ hotstar (vor Disneys Übernahme von Fox nur hotstar) und Disney+, auf denen Film- und Seriencontent der Walt Disney Company zu sehen sind, verantwortlich.

## Disney+
Disney+ (gesprochen Disney Plus) ist ein Over-the-top-Onlinevideothek- und Video-on-Demand-Dienst von Disney. Der Start in den USA war am 12. November 2019. In Deutschland startete der Dienst am 24. März 2020. Neun Monate nach seinem Start in den USA hat der Streamingdienst 60,5 Mio. Abonnenten weltweit (Stand August 2020).

## Ehemaliges der Content Groups und der Disney Media & Entertainment Distribution

### Ehemalige Studios

DisneyToon Studios (geschlossen)
Blue Sky Studios (geschlossen)
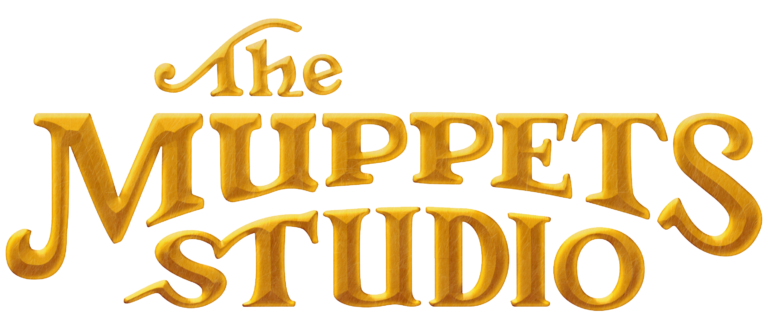
The Muppets Studio (Eingliederung in Walt Disney Parks)
Touchstone Pictures (inaktiv)
Miramax Films (verkauft)
Dimension Films (verkauft)

#### Blue Sky Studios(geschlossen)
Das 1987 gegründete Studio ist, wie Pixar, auf Animationsfilme spezialisiert. Es gehörte bis 2019 zu 21st Century Fox als Teil von 20th Century Fox Animation, das 2020 in 20th Century Animation umbenannt wurde. Seine bekannteste Filmreihe ist die rund um Ice Age.

#### Hollywood Pictures(geschlossen)
Hollywood Pictures war ein 1990 gegründetes Filmstudio der Walt Disney Motion Pictures Group, die zur WDC gehört. Michael Eisner schuf es, um einerseits den jährlichen Spielfilm-Output zu vergrößern, andererseits um die kreativen Produzenten David Hoberman und Ricardo Mestres zu trennen, die sich unter Touchstone einen Wettstreit lieferten. Mestres erhielt den Vorsitzposten bei Hollywood Pictures, Hoberman den bei Walt Disney Pictures und Touchstone. 2007 wurde Hollywood Pictures geschlossen.

#### Touchstone Pictures(inaktiv)
Um ein erwachsenes Publikum zu erreichen, gründete das Studio in den 1980ern das Produktionsunternehmen Touchstone Pictures, die zunächst mit Komödien wie Die unglaubliche Entführung der verrückten Mrs. Stone oder Zoff in Beverly Hills Erfolge feierte, danach an Profil verlor. Der Versuch, mit Remakes eigener Filme wie Flubber, Freaky Friday oder Fortsetzungen wie Herbie Fully Loaded – Ein toller Käfer startet durch wieder an die erfolgreiche Vergangenheit bei älteren Jugendlichen und Erwachsenen anzuschließen, gelang Disney nicht. Seit 2016 ist das Studio inaktiv.

#### ImageMovers Digital(abgestoßen)
Das im Jahr 1998 von Robert Zemeckis gegründete Produktionsunternehmen ImageMovers produzierte mithilfe der Motion-Capture-Technik unter anderem die kommerziell erfolgreichen Filme Der Polarexpress und Die Legende von Beowulf, bis sie 2007 von der Walt Disney Company gekauft und in Image Movers Digital umfirmiert wurde.
Am 12. März 2010 kündigte ImageMovers Digital an, im Januar 2011 den Betrieb einzustellen. Laut Alan Bergman, dem damaligen Präsidenten der Walt Disney Studios, passte ImageMovers Digital nicht mehr in das Geschäftsmodell der Walt Disney Company. Daraufhin handelte ImageMovers eigenmächtig einen Vertrag mit Universal Pictures aus und verließ die Disney-Gruppe.

#### Miramax Films(verkauft)
Miramax war eine US-amerikanische Filmproduktions- und Verleihgesellschaft. Miramax wurde 1979 von den Brüdern Harvey Weinstein (geboren 1952) und Bob Weinstein (geboren 1954) gegründet. Ursprünglich wurde Miramax zum Verleih von Filmen gegründet, die außerhalb von Hollywood entstanden: Fremdsprachige und vor allem sogenannte Independent-Filme, die in den 1980er Jahren keinen Zutritt zum starren Studio-System fanden und als kommerziell unattraktiv galten. Die Firma wurde 1993 für einen Preis von 75 Mio. US-Dollar eine Tochtergesellschaft von Disney. Miramax Films wurde 2010 an eine Investorengruppe um Ron Tutor verkauft.

#### Weitere ehemalige Studios
| Studio                    | von  | bis  | Grund |
| ------------------------- | ---- | ---- | --- |
| DisneyToon Studios        | 1990 | 2018 | geschlossen                                                                                                   |
| Caravan Pictures          | 1993 | 1999 | geschlossen                                                                                                   |
| Fox 2000 Pictures         | 2019 | 2020 | geschlossen                                                                                                   |
| Dimension Films           | 1993 | 2005 | verkauft |
| The Muppets Studio        | 2007 | 2015 | Eingliederung in Disney Consumer Products and Interactive Media, heute Disney Parks, Experiences and Products |
| Fox 21 Television Studios |      |      | Eingliederung in 20th Television                                                                              |

### Sonstiges
Disney Hyperion Books (verkauft)
A&E Television Networks (Anteile verkauft)
Super RTL (Anteile verkauft)
Endemol Shine (Anteile verkauft)
Disney Cinemagic (aufgelöst)
Lyric Street Records (aufgelöst)
Mammoth Records (aufgelöst)
FX+(aufgelöst)

## Philatelistisches
Mit dem Erstausgabetag 1. März 2023 gab die Deutsche Post AG ein Sonderpostwertzeichen zum Anlass 100 Jahre Disney im Nennwert von 85 Eurocent heraus. Der Entwurf stammt von Jennifer Dengler aus Bonn.
Ab 2. November 2023 gibt auch die Schweizer Post entsprechende Postwertzeichen im Nennwert von CHF 1.10 bzw. 1.20 heraus.

## Kritik
Disney erhielt 2006 den Negativpreis Public Eye Award für seine Weigerung, die Unternehmen in der Volksrepublik China preiszugeben, die Spielzeug für Disney herstellen. Das Unternehmen schützt damit seine Zulieferer vor möglichen Kontrollen.
Eine staatliche Untersuchung in Kanada im Jahr 2001 stieß auf extreme Zustände im Walt-Disney-Zulieferbetrieb KTBA Inc. in Laguna Hills in Kalifornien: Etwa 800 Arbeiter stellten dort Kopfschmuck und Zauberstäbe her, bekamen aber einen Stundenlohn von nur 1,35 US-Dollar – der gesetzliche Mindestlohn in Kalifornien lag damals aber bei 6,25 US-Dollar. Außerdem waren Kinder im Alter von 7 bis 15 Jahren in der Fabrik beschäftigt. Die Walt Disney Company bestritt, dafür verantwortlich zu sein, erklärte sich jedoch Mitte Dezember 2001 bereit, 903.000 US-Dollar Entschädigung für die Arbeiter zu zahlen.
Auch in Bangladesch herrschten bis zum Herbst 2002 kritische Umstände in einem Zulieferbetrieb: Die Arbeiterinnen mussten täglich 14 bis 15 Stunden Disney-Shirts nähen und wurden zudem noch von ihren Aufsehern geschlagen. Als Entlohnung erhielten sie 5 US-Cent pro Disney-Shirt, das der Konzern für 17,99 US-Dollar pro Shirt verkaufte. Organisationen wie das National Labor Committee begannen die Zustände öffentlich zu machen, und Disney stoppte daraufhin alle Aufträge im Zulieferbetrieb. Der öffentliche Druck führte dazu, dass sich die Arbeitsbedingungen in dem Unternehmen schlagartig verbesserten.
Auch in Hongkong veröffentlichte Anfang 2001 eine kritische Konsumentengruppe einen Bericht über Missstände in chinesischen Fabriken, die Produkte der Walt Disney Company herstellen. 18 Stunden Arbeitszeit täglich, durchgehend sieben Tage die Woche und das viele Monate lang. 16-jährige Mädchen erhielten pro Monat 38 bis 63 Euro. Diese Entlohnung liegt unter dem gesetzlich vorgeschriebenen Standard. Auch die in Hongkong ansässige chinesische Menschenrechtsorganisation Students and Scholars Against Corporate Misbehavior (SACOM) dokumentierte von Mai bis Oktober 2005 zahlreiche Missstände in Zulieferbetrieben des Disney-Konzerns in China: Die Entlohnung lag unter dem gesetzlichen Mindeststandard, und die Arbeitszeiten lagen über dem gesetzlich erlaubten Ausmaß. Der Disney-Konzern verhindert bewusst eine wirksame öffentliche Kontrolle der Arbeitsbedingungen durch Geheimhaltung der Namen der Zulieferbetriebe.

## Dokumentarfilme
- Die Disney-Story – Wie eine Maus Geschichte schrieb. 6 Folgen. Regie: Stephen Scott. USA 2024.[84][85]